# Haruna Ishola
Haruna Ishola (muerto en 1983) fue un músico nigeriano y uno de los artistas más populares del género apala. Su peculiar forma de interpretar el género lo convirtió en un icono del país.
En 1969 él comenzó su carrera musical en Star Records Ltd., en sociedad con el músico jùjú IK Dairo. Su discográfica Star Records Ltd. fue la primera discográfica de África llevada por artistas.